# 桃太郎電鉄ワールド 〜地球は希望でまわってる!〜
『桃太郎電鉄ワールド 〜地球は希望でまわってる!〜』（ももたろうでんてつわーるど ちきゅうはきぼうでまわってる!）は、ロケットスタジオが開発し2023年11月16日にコナミデジタルエンタテインメント（KDE）より発売されたNintendo Switch用ゲームソフト。「桃太郎電鉄シリーズ」の通算24作目となる。

## 概要
2023年2月9日配信の「Nintendo Direct 2023.2.9」にて発表された。
キャラクターのデザインは『桃太郎電鉄 〜昭和 平成 令和も定番!〜』のデザインを継承している。
世界（日本国外）を舞台とした家庭用ゲーム機向け作品としてはニンテンドーDS用ソフトの『桃太郎電鉄WORLD』以来13年ぶり3作品目、据置機向けの世界編作品としてはPlayStation 2用ソフト『桃太郎電鉄USA』以来となる。
過去の世界編シリーズ作品ではマップが平面だったのに対し、本作では地球全体を模した球体マップで表現されており、一方通行のルートこそ存在するが上下左右ともにマップ端が存在せず目的地へ反対の方角から回り込むことができる。また、マップが広大になった関係上、空路の活用が重要になったと同時に空路を明確に妨害するカードが登場している。
早期購入特典としてスーパーファミコン版『スーパー桃太郎電鉄II』がNintendo Switchで遊べるダウンロードコードがプレゼントされる。

## ゲームモード
従来のゲームモードに加え、ヒストリーモードが搭載。「いつもの桃鉄」モードの100年内のゲーム中盤に発生する3つの大型イベントのいずれかを短期戦の中で遊ぶことができる。
また、自由にマップや物件を観察したり、他のモードで遭遇したイベントの演出確認、プレイ履歴など、本作でのやり込み実績を兼ねた「マイワールド」が実装されている。

## 開発
製作総指揮のさくまあきらは元々、日本国外に向けて桃鉄を展開する場合、どうすれば世界中のユーザーに楽しんでもらえるか試行錯誤をしたいと考えていたが、自分では体力的に厳しいと考えていた。
『桃太郎電鉄 〜昭和 平成 令和も定番!〜』（以下、『令和』）以前から、世界を舞台とした作品を作りたいという話をあったものの、その時は『令和』が50万本以上売れてから、ということで落ち着いた。その後『令和』が50万本どころか100万本を突破したことで、すぐさま本作の開発準備が始まった。
世界全体を舞台とした家庭用ゲーム機向け作品としてはニンテンドーDS用ソフト『桃太郎電鉄WORLD』があり、同作品では「桃太郎電鉄」がすごろくであること、すごろくとしての面白さを重視して原則としてマップをループ移動できない仕様（全物件独占でループするルートが解禁される仕様）となっていたが、監督兼ゲームデザイナーの桝田省治はDS版の仕様について、マップが現実に即していないのは教育によくないと、子供たちへの教育としての影響やKDEが教育版桃鉄をリリースしていることを重要視し、Switch版ではマップをループする仕様にすること、世界を舞台にするならばマップも球状にしてはどうかと提言した。この利点としては、自分の現在地が直感的にわかることと、マップの拡大縮小が容易にできることがあげられるが、いざ導入してみると従来の平面マップの作成手法が通用しなくなったため、さくまの元へ提出するまでに1年近い試行錯誤が繰り返された。桝田らは子どもたちがオリンピックの参加国を見て桃鉄を想起してもらうという目標があり、このような国々と主要国は可能な限りゲーム内にも反映させようとした結果、膨大な情報量になってしまったと雑誌『ファミ通』とのインタビューの中で振り返っている。現実世界の陸地には山や砂漠が多く、ごく限られた場所に人間が集中して住んでいるため、それをそのまま反映させようとすると物件駅が極端に少なくなってしまうという問題があった。それを解消するため、これらの地域には便利なカードや小さなイベントといったプレイヤーが喜ぶマスを用意しつつも、それぞれのマスの間隔を大きく空けて、一気に移動できるようにした。
一方、従来作品の物件選定にあたってはさくまが現地を取材してきたが、新型コロナウイルスによってそうもいかなくなってしまった。当初は現地に赴いたことのあるブロガーの記事から取材してきたが、それだけでは正確な情報を集めるのに限界が生じたため、途中から旅行ガイドブック『地球の歩き方』の監修を受けたことにより、物件の選定がスムーズになった。また、日本国外のデータは5年前の情報が最新データとして扱われていることも多く、その間に状況が変わってしまうこともあるため、そのあたりはさくまらが入念にチェックした。加えて、国境線があいまいな地域も多く、開発スタッフたちではゲームでどこまで反映すべきか判断に困ったため、各分野の専門家や日本旗章学協会の協力も得た。
本作における新たな特徴として、通常のイベントとは異なる、3つの大型イベントの導入があげられ、これらのイベントは「伝染病にうちかて!」「救援物資をとどけろ!」「IT長者をめざせ!」という題名がつけられており、いずれも開発当時の世相を踏まえている。このうち、「伝染病にうちかて!」は、世界規模で流行している伝染病に対抗すべく、世界中の製薬会社を買収してワクチンを作らせ、公的機関に納品するという協力と競争が混在した流れになっており、さくまは従来の桃鉄とは一味違うゲームプレイを楽しめるのではないかとファミ通とのインタビューの中で話している。これらのイベントを導入した理由について桝田はファミ通とのインタビューの中で、世界中を飛び回るイベントになるので真っ先に思いつき、球体マップを有効活用したいという意識もあったと話すと同時に、各地で今現在（インタビュー当時）も起きている問題として地域紛争に触れないといけないと思ったとも語っている。また、「IT長者をめざせ!」については、IT企業が際限なく大きくなり続けていることは世界中で事実として認知されているため、テーマとして取り上げても問題ないだろうと認識から採用したと桝田は話している。
新たに導入した機能のひとつには、現在地から目的地までのルートをライン表示する機能があげられる。桝田によると、知名度の低い駅が目的地として指定された場合は場所を特定するだけでも手間がかかるために提案したものの、1マス移動するたびに新たなルートを計算しなおすという別の手間が発生してしまったという。

## 評価

### 売上
2023年12月21日、ダウンロード版を含む累計出荷本数が100万本に達した。
2024年12月には、150万本を突破した。
2025年8月に公開された『桃太郎電鉄2 〜あなたの町も きっとある〜 東日本編＋西日本編』公式サイトでは、200万本を超えたと記載されている。

## 登場駅
本作のマップは、ヨーロッパ・中東・アジア・アフリカ・オセアニア・北米・中南米の7エリアに大別されており、エリア飛びカード等でもその区分けが採用される。
凡例
（初） - 今作で初登場の駅
（再） - 『USA』に登場したが『WORLD』で廃止され、今作で復活した駅
（変） - 『USA』『WORLD』では別の種類の駅だった駅
（途） - 途中から出現する駅
（特） - 特別マップでのみ登場の駅
空港駅は、特別マップの（特）のみ載せる。
港駅は、表記しない。

### 物件駅
全部で381駅。ムー大陸を除くと366駅。出典：

#### ヨーロッパエリア
北欧
- コペンハーゲン
- ヌーク（初）
- ストックホルム
- オスロ
- ヘルシンキ
- ロヴァニエミ（変）
- レイキャヴィーク
- トースハウン（初）

西欧
- ベルリン
- フランクフルト
- ミュンヘン
- アムステルダム
- ブリュッセル（初）
- パリ
- リヨン
- ロンドン
- マンチェスター
- ダブリン
- ウィーン
- ジュネーブ
- ファドゥーツ
- バス＝テール（初）[注 4]

南欧
- ミラノ
- ベネチア
- ローマ
- ナポリ
- フィレンツェ
- サンマリノ（初）
- アテネ
- テッサロニキ（初）
- アンドラ・ラ・ベリャ（初）
- マドリード
- バルセロナ
- バレンシア
- リスボン
- バレッタ（初）

東欧
- ワルシャワ
- プラハ（初）
- ブダペスト
- ブカレスト（初）
- ソフィア（初）
- ベオグラード（初）
- ザグレブ（初）
- ティラナ（初）
- タリン（初）
- ナルヴァ（初）
- リガ（初）
- ビリニュス（初）
- ホメリ（初）
- ミンスク（初）
- キーウ
- オデッサ（初）
- キシナウ（初）
- バクー（初）
- トビリシ（初）
- エレバン（初）

ロシア
- モスクワ
- サンクトペテルブルク
- ノヴォシビルスク
- イルクーツク
- カザン（初）
- スモレンスク（初）
- ニジニノヴゴロド
- クラスノダール（初）
- ソチ（初）
- ヴォルゴグラード（初）
- ベルゴロド（初）
- アルハンゲリスク（初）
- オレンブルク（初）
- チェリャビンスク（初）
- エカテリンブルク
- オムスク
- ノリリスク（初）
- ヤクーツク
- ウラジオストク

#### 中東エリア
- テヘラン
- シーラーズ（初）
- バグダッド
- アルビール（初）
- カーブル（初）[注 5]
- バグラム（初）[注 5]
- メディナ（初）
- リヤド（初）
- メッカ（初）
- ダマスカス（初）
- アンマン（初）
- エルサレム（初）[注 6]
- テルアビブ（初）
- クウェート
- マナーマ（初）
- ドーハ（初）
- アデン（初）
- ドバイ
- アブダビ（初）
- アルアイン（初）
- イスタンブール
- アンカラ

#### アジアエリア
東アジア
- 東京
- 札幌（初）[注 7]
- 京都
- 大阪
- 那覇（初）[注 7]
- ソウル
- 平壌（初）
- 上海
- 北京
- 天津（初）
- 西安
- 石家庄（初）
- ハルビン（初）
- 長春
- 青島（初）
- 済南（初）
- 南京（初）
- 瀋陽
- 大連（初）
- 成都
- 昆明（変）
- 広州（初）
- 深圳（初）
- 長沙（初）
- 重慶
- 杭州（初）
- 福州（初）
- 香港
- マカオ（変）
- 台北（初）[注 8]
- 高雄（初）[注 8]
- ウランバートル
- ダルンザドガド（初）

東南アジア
- ハノイ（変）
- ホーチミン（初）
- プノンペン
- ビエンチャン（初）
- バンコク
- チェンマイ（初）
- クアラルンプール
- シンガポール
- マニラ
- ジャカルタ
- バリ島
- ディリ（初）
- バンダルスリブガワン（初）
- ヤンゴン（初）

中央アジア
- カラコル（初）
- ビシュケク（初）
- アルマトイ（初）
- アスタナ（初）
- オラル（初）
- タシュケント（初）
- ヌクス（初）
- アシガバート
- テュルクメナバート（初）
- ドゥシャンベ（初）

南アジア
- デリー
- ムンバイ
- コルカタ（変）
- ハイデラバード（初）
- バンガロール（初）
- カトマンズ（初）
- ティンプー（初）
- ダッカ（初）
- マレ（初）
- カラチ（変）
- ラホール（初）
- グジュラーンワーラー（初）
- イスラマバード（初）

#### アフリカエリア
北アフリカ
- カイロ
- ルクソール（初）
- ベンガジ（初）
- トリポリ（初）
- チュニス（初）
- アルジェ（初）
- オラン（初）
- マラケシュ（初）
- カサブランカ（初）
- ハルツーム（初）

西アフリカ
- ヌアクショット（初）
- ダカール（初）
- プライア（初）
- ビサウ（初）
- コナクリ（初）
- アクラ（初）
- ロメ（初）
- ワガドゥグー（初）
- アビジャン（初）
- ニアメ（初）
- イェラ（初）
- ザンデール（初）
- バマコ（初）
- ラゴス（初）
- フリータウン（初）
- モンロビア（初）

中部アフリカ
- ンジャメナ（初）
- モンゴ（初）
- アベシェ（初）
- バルダイ（初）
- ヤウンデ（初）
- バンギ（初）
- マラボ（初）
- キンシャサ（初）
- ルブンバシ（初）
- リーブルヴィル（初）
- ブラザヴィル（初）
- ルアンダ（初）
- サントメ（初）
- ジェームズタウン（初）

東アフリカ
- アスマラ（初）
- カンパラ（初）
- キガリ（初）
- モガディシュ（初）
- ナイロビ（初）
- ジブチ（初）
- バヒルダル（初）
- アジス・アベバ（初）
- ジュバ（初）
- アルーシャ（初）
- リロングウェ（初）
- ヴィクトリア（初）
- ポートルイス（初）
- マムズ（初）[注 9]

南部アフリカ
- ルサカ（初）
- ハラレ（初）
- ハボローネ（初）
- マプト（初）
- ウィントフック（初）
- マンジニ（初）
- マセル（初）
- ヨハネスブルグ
- ダーバン（初）
- ポート・エリザベス（初）
- アンタナナリボ（初）
- サン＝ドニ（初）[注 9]

#### オセアニアエリア
- ウェイパ
- ケアンズ
- ゴールドコースト（初）
- シドニー
- メルボルン
- ブリスベン
- ダーウィン（変）
- ポートヘッドランド（初）
- アデレード
- パース
- ウルル平和公園（初）（途）
- ウェスト島（初）
- ポートモレスビー（初）
- ウェリントン
- オークランド
- ヌクアロファ（初）
- ヌメア（初）
- ホニアラ（初）
- アバルア（初）
- フナフティ（初）
- タラワ（初）
- パペーテ（初）
- スバ（初）
- パリキール（初）
- アピア（初）
- アダムスタウン（初）

#### 北米エリア
アメリカ合衆国
- ニューヨーク
- ワシントンD.C.
- ボストン
- アトランタ（再）
- マイアミ
- シカゴ
- コロンバス（再）（変）
- インディアナポリス（再）
- ナッシュビル（再）
- デトロイト
- ミルウォーキー
- ミネアポリス（再）
- ダラス（再）
- ヒューストン（再）
- オクラホマシティ（再）
- リンカーン（初）
- デンバー（再）
- ヘレナ（初）
- ソルトレイクシティ（再）
- シアトル
- サンフランシスコ
- ロサンゼルス
- フェニックス（再）
- サンディエゴ（再）
- アンカレッジ
- ホノルル
- ガラパン（初）[注 10]

カナダ
- オタワ
- トロント（変）
- ケベック（変）
- モントリオール
- ハリファックス（再）
- セント・ジョンズ（初）
- ウィニペグ（再）
- イエローナイフ（再）
- カルガリー（変）
- エドモントン（再）
- バンクーバー

#### 中南米エリア
中米・カリブ海
- シウダー・フアレス（再）
- モンテレイ（再）
- クリアカン（初）
- メキシコシティ（再）
- ベリーズシティ（初）
- マナグア（初）
- テグシガルパ（再）
- サンホセ（再）
- パナマシティ（再）
- モンテゴ・ベイ（初）
- キングストン（初）
- サントドミンゴ（初）
- ハバナ（初）
- セントジョージズ（初）
- ウィレムスタット（初）
- ハミルトン（初）
- フィリップスブルフ（初）

南米
- マラカイボ（初）
- カラカス（初）
- シウダーグアヤナ（初）
- ボゴタ（初）
- カルタヘナ（初）
- メデジン（初）
- ククタ（初）
- キト（初）
- マチャラ（初）
- ガラパゴス
- パラマリボ（初）
- ジョージタウン（初）
- ピウラ（初）
- イキトス（初）
- チンボーテ（初）
- アレキパ（初）
- リマ
- クスコ（初）
- ラパス（初）
- スクレ（初）
- ウユニ
- ブラジリア
- マナウス（変）
- マカパ（初）
- ポルト・ヴェーリョ（初）
- リオデジャネイロ
- サンパウロ
- フランカ（初）
- クリティバ（初）
- ポルト・アレグレ（初）
- フォルタレザ（初）
- ベレン（初）
- カラジャス（初）
- アラカジュ（初）
- ゴイアニア（初）
- サルヴァドール（初）
- クイアバ（初）
- シウダデルエステ（初）
- アスンシオン（初）
- モンテビデオ（初）
- アリカ（初）
- サンティアゴ
- プエルトモント（初）
- テムコ（初）
- イースター島
- サルタ（初）
- トゥクマン（初）
- サンフアン（初）
- コルドバ（初）
- ブエノスアイレス

#### 南極エリア
- 南極 [注 11]（初）

#### ムー大陸エリア
北ノ島
- スーパーハワイ（初）

東ノ島
- ロコロコ＝プラ（初）
- ランパラ＝プラ（初）
- エルマ＝プラ（初）

南ノ島
- エレ＝プラ（初）
- アクワ＝プラ（初）
- マルル＝プラ（初）
- オナラマ＝プラ（初）
- カウラ＝プラ（初）
- プアラウ＝プラ（初）
- ナヘレ＝プラ（初）
- ヒラニ＝プラ（初）

西ノ島
- マホ＝プラ（初）
- アヌエヌエ＝プラ（初）
- メオレケ＝プラ（初）

### カード売り場駅

#### アジアエリア（カード駅）
- 秋田（変）
- 武漢（初）
- 太原（初）
- 東莞（初）（特）
- ガルム（初）（特）
- アルタイ（初）
- プーケット（初）
- アーグラ（初）
- マナリ（英語版）（初）
- コロンボ（初）

#### 中東エリア（カード駅）
- マスカット（初）
- サムスン（初）

#### 北アメリカエリア（カード駅）
- オンタリオ（初）
- ドーソン（初）
- サドバリー（初）
- レスブリッジ（初）
- ハガッニャ（初）[注 10]

#### 中央・南アメリカエリア（カード駅）
- フォール＝ド＝フランス（初）
- ソヤパンゴ（初）
- バランキージャ（初）
- レシフェ（初）
- パルマス（初）
- ロライマ（初）
- サンタクルス（初）
- アントファガスタ（初）
- S・J・バウティスタ（初）（特）
- ウシュアイア（初）
- グアヤキル（初）（特）
- トルヒーリョ（初）（特）
- チャタムベイ（初）

#### アフリカエリア（カード駅）
- コンスタンティーヌ（初）
- ヌアディブ（初）
- ゴマ（初）
- アンツィラナナ（初）
- ダルエスサラーム（初）
- ケープタウン（初）（特）

#### ヨーロッパエリア（カード駅）
- ボルドー（初）
- イラクリオン（初）
- ルクセンブルク（初）
- トロムソ（初）
- ブラチスラバ（初）（特）
- ウファ（初）
- マガダン（初）
- カリーニングラード（初）
- チュメニ

#### オセアニアエリア（カード駅）
- F・フィッシュ・コーブ（初）（特）
- アリススプリングス（初）（特）
- クイーンズタウン（初）

#### ムー大陸エリア
- ヴァグラヴァ=プラ（初）
- モアナ=プラ（初）

### ナイスカード駅
- サンバヴァ（初）
- トゥアマシナ（初）
- マナカラ（初）
- カルグーリー（初）
- ジュリアン・ベイ（英語版）（初）
- メレディン（英語版）（初）（特）
- ウシダ（初）
- ポカテロ（初）
- セーラム（再）（変）（特）
- ボイシー（再）（変）（特）
- マスカラ（初）（特）

- ワヒネ=プラ（初）

### カードバンク駅
- ビシャーカパトナム（初）（特）
- ハイマー[注 12]（初）（途）
- ティエス（初）（特）
- キートマンスホープ（初）（特）
- ルイビンスク（初）（特）
- ウィチタフォールズ[注 12]（初）（途）
- コリエンテス（初）（特）

### ヘリポート駅
- 西寧（初）
- チェンナイ（初）
- ベイルート（初）
- ポルト（初）
- サラエボ（初）（特）
- ノヴォクズネツク（初）
- グドフ（初）（特）
- バンジュール（初）
- リビングストン（初）
- メリダ（初）（特）
- バルキシメト（初）
- マル・デル・プラタ（初）
- キャンベラ（変）
- クライストチャーチ（変）（特）
- パゴパゴ（初）
- ココ島（初）
- 西ノ島（初）
- 南ノ島（初）
- 東ノ島（初）

### 給油駅
- 出雲（初）（特）[注 7]
- シェムリアップ（初）
- ファティ（英語版）（初）（特）
- セビリア（初）（特）
- ジェンネ（初）（特）
- ヒロ（初）
- カリ（初）（特）
- サンタフェ（初）

- クラナカ=プラ（初）

### カジノ駅
- ラスベガス
- モナコ（初）

- モイラ=プラ（初）

### スーパーカジノ駅
- ウェイファーベイ[注 13]（初）

### 精霊教会駅
- バチカン（初）
- アパレシーダ（ポルトガル語版、英語版）[注 14]（初）
- プトラジャヤ（初）（特）

### 宝くじ駅
- 東城（初）
- パロ（初）
- ファールス（初）
- インヴァーネス（初）
- ヴォログダ（初）
- マンハッタン（初）
- ジュベル・アリ（初）（特）
- コトヌー（初）（特）

### 空港駅
- 成田空港
- 北京首都空港（特）
- アムステルダム空港
- マドリード空港（特）
- ロサンゼルス空港
- アトランタ空港
- アンカレジ空港
- エル・アルト空港
- ケアンズ空港

### 港駅
アジアエリア（港駅）
- 稚内港
- 博多港
- 那覇港
- ウラジオストク港
- 連雲港
- 廈門港（英語版）[注 15]
- 安平港
- マニラ港
- ダナン港
- クラン港[注 15]
- クアラブライト港
- スラバヤ港
- ベノア港[注 15]
- ディリ港（英語版）
- モルディブ港[注 15]

オセアニアエリア（港駅）
- ポートモレスビー港[注 15]
- ケアンズ港[注 15]
- シドニー港[注 16]
- フリマントル港（英語版）
- ジェラルトン港[注 15]
- クリスマス港
- ホーム・アイランド港[注 15]
- ウェリントン港[注 15]
- ヌーメア港[注 15]
- ホニアラ港[注 15]
- ポンペイ島
- ベシオ港[注 15]
- フナフティ港[注 15]
- スバ港[注 15]
- アピア港[注 15]
- パゴパゴ港[注 15]
- ヌクアロファ港[注 15]
- アバルア港[注 15]
- タヒチ島
- ピトケアン島

中南米エリア（港駅）
- イースター島[注 17]
- ロビンソンクルーソー港[注 15]
- バルパライソ港[注 15]
- プンタアレナス港[注 15]
- マンタ港[注 15]
- サンタ・クルス島
- アラカジュ港[注 15]
- コロン港[注 15]
- ウィレムシュタット港[注 15]
- セントジョージズ港[注 15]
- マルティニーク島[注 15]
- フィリップスフゴルフ港[注 15]
- サントドミンゴ港[注 15]
- キングストン港[注 15]
- ベリーズ港[注 15]
- キューバ港[注 15]

北米エリア（港駅）
- サンフランシスコ港[注 15]
- ニューヨーク港
- バミューダ諸島
- ルイスバーグ港[注 15]
- コーナーブルック港[注 15]

ヨーロッパエリア（港駅）
- ヌーク港[注 15]
- レイキャビク港[注 15]
- トースハウン港[注 15]
- ベルゲン港[注 15]
- ダブリン港[注 15]
- リバプール[注 15]
- タラント港[注 15]
- バレッタ港[注 15]
- ハニア港[注 15]
- グアドループ島[注 9][注 4]

アフリカエリア（港駅）
- ベンガジ港（英語版）[注 15]
- ダカール港[注 15]
- プライア港[注 15]
- バタ港[注 15]
- サントメ港[注 15]
- マタディ港[注 15]
- セントヘレナ島
- ポートエリザベス港[注 15]
- ペンバ港[注 15]
- マムズ港[注 9][注 15]
- マハジャンガ港[注 15]
- ル・ポール港[注 9][注 15]
- ポートルイス港[注 15]
- ビクトリア港[注 15]

南極エリア（港駅）
- 南極 [注 11]

ムー大陸（港駅）
- ムー東港
- ムー南港
- ムー西港
- ムー北港

## ボンビー

### 新登場ボンビー
世界旅行ボンビー
芸姑のような風貌をしていて、語尾に「どすえ〜」をつけて話すのが特徴
ばらまきボンビー
顔の右半分が白で、左半分が黒の天使のような風貌

### 既存ボンビー
貧乏神
本作においては旅行服のような服装で登場する。
ミニボンビー
進行系カードを拾ってくることがある。
キングボンビー
悪行が追加された。
キングボンビーJr.ポコン
今作では、空路のつながりも無視して近くにいる別の社長も巻き込む。
デストロイ号
本作においては取り憑いたプレイヤーが保有する最高額物件のある都市を目指そうとするほか、特急カードの名を挙げて移動する。また、一回変身してから12年間は変身しないほか、1ゲームで2回までしか出なくなっている。

## 新楽曲
関口和之
- ワールド・ツアー
- 世俗の欲望 捨てまショウ
- 世界を変えた偉人たち
- 定時ニュース
- 緊急ニュース
- ライジング・シティ

前山田健一
- 80分間世界一周
- 世界旅行ボンビーどすえ～
- お祭り精霊/共通
- お祭り精霊/油選
- お祭り精霊/不吉な予感
- お祭り精霊/祝福
- お祭り精霊/災禍（さいか）
- お祭り精霊/奇跡
- お祭り精霊/魔人
- 夢の合体
- 世界の駅からありがとう!
- 精霊に願いを

樹原孝之介
- ピラミッドを駆けあがれ!
- パリダカを駆けぬけろ!
- 最強サッカーチームの激突
- アトラスの行進
- カジノでがっぽり!
- ジャックポット
- ラインヒット
- 大海原をこえた先に
- 救援物資エクスプレス
- キングボンビーはかく語りき

今作でアレンジされた曲
- 令和も桃鉄! ワールド版
- ピーチ・エクスプレス ワールド版
- リニアでGO! ワールド版
- 湯けむりの宿 ワールド版

## 前作からの変更点
- 地球全体が舞台となり、マップが球体になった。
- 『WORLD』ではプレイ年数が最長で50年までだったが、本作では最長で100年までプレイできるようになった。
- 目的地到着時、現地語での挨拶音声が流れる。（一部の目的地を除く）この音声は出来るだけ現地のスタジオで現地の人々により録音されたものである[13]。
- 目的地を決定する際、現在の目的地と次の目的地との位置関係を地球儀上で表すアニメーションが流れる。
- 移動する際、目的地までの最短経路が線で表示される。
- 物件を購入する際、物件のジャンルを種類別に示したアイコンが左部に表示され、物件のジャンルが一目でわかるようになった。
- 『WORLD』では一部が国名表記だったが、今作では全て都市名表記になった。
- 都市名の看板に国旗が立っており、都市への到着時には国旗が大きく表示される。
- カジノ駅が復活し、キャラクタも変更された。
- 従来の移動系カードは使用回数1回のものと、数回使えて使用回数はランダムだった周遊カードとがあったが、ほとんど全てのカードが使用回数が3回で固定のカードになった。
  - 移動系カードは全て飛行機の名称に変更され（飛行機の上にそれぞれサイコロを振る個数が描かれている）、急行カードは「プロペラカード」、特急カードは「双発プロペラカード」、新幹線カードは「ジェットカード」、のぞみカードは「音速カード」、ロイヤルEXカードは「超音速カード」、リニアカードは「ライトニングカード」になる。これらは☆飛びカードなどの「飛び」系のカードも同様となる。ライトニングカードを除き、3回分の目盛り（タンク）が表示され、これまでの周遊系と異なり残りの利用回数が表示される。残り2回・1回となったカードの使用回数は、給油駅（前作までの周遊駅と同じ位置づけ）や「満タンカード」（前作の「期間延長カード」）で回復することができる[注 18]。
- 世界が舞台となったことによるカードの名称変更やリニューアルが行われている。（例：「地方へ!カード」「屯田兵カード」「周遊禁止カード」「期間延長カード」）
- ダビングカードは通常プレイでも、使用するとターンを消費するようになった[注 19]。
- 相手の所持金を変動させるような攻撃系カードを使用する場合、指名時に相手の所持金が表示されるようになった。
- 『WORLD』と違い、航路や空路と陸路を結ぶ中継点である港マスや空港マスが再登場している。
- 価格が1000億円を超える物件が大幅に増加している。「桃太郎ランド」はウルル平和公園駅にある資材を全て購入すると完成する。
- 太平洋、ロッキー山脈、ガンジス川など有名な地形の名前がマップ上に記されるようになった。
- 青マスに＋、赤マスに−、黄マスに◇のように、色マスに模様が施されるようになった。夏に青マス、冬に赤マスに近づくとエフェクトが表示され、プラス額/マイナス額が大きいことが視覚的に分かりやすくなっている。
- 月初めのカレンダーの部分に、目的地までのマス数や赤マス注意！などのコメントが追加された。
- 12月~2月に赤マスに停まると、秘書が本当に停まるかどうか確認してくるようになった。
- 収益率がマイナスの物件を買おうとすると、秘書が本当に買うかどうかを確認してくるようになった。
- 今作の「スリの銀次」は、珍しい絶滅危惧種に指定されている生物（例：レッサーパンダ）に変装して登場する。[14]スリをする理由も「寄付をするため」となっている。（ヒストリーモードには登場しない）
- 速報系の新キャラクターとして「アリス」という女性レポーターが新たに追加された。
- 名産怪獣がお祭り精霊に変更された。
- 特別マップが追加。（100年間プレイすると解禁される）
- COMの赤鬼が五段として再登場。従来は最弱COMの位置付けだったが、今作はオンライン対戦時の代打として登場し、それなりの強さを持ったCOMとなっている。代わりに餓鬼が削除された。
- 廃止されたカード：「場所がえカード」「北へ!カード」「君がすべて!カード」「里帰りカード」「スペシャルズカード」「最果てカード」「うんちの壁カード」「乗っ取り放題カード」
- 貧乏神のクイズなどの一部のイベントでは回答を選択した際に「①(回答)でいいですか？」など回答を確認してくるようになった。
- ボンビラス星での列車の移動速度が少し速くなった。
- 前作では、ボンビラス星からの帰還先は、今作ではアルゼンチンのコルドバになっている。（コルドバが目的地の場合ロシアのノヴォシビルスク）
- ココ島も何年も滞在していると、記念仙人が登場して脱出するかどうか選べる。（「はい」と答えるとサンホセに飛ばされ、サンホセが目的地だった場合ボゴタに飛ばされる。）
- ヒストリーモードが追加された。
- 季節による地形の色の変化が無くなった。
- 総資産レベルが追加された。レベルによって、カード駅などの貰えるカードが変わる他、ボンビラス駅の金額、貧乏神（変身も含む）も総資産レベルによって変わる。（例えば、シルエットクイズの罰金がレベルによって変わる、ばらまきボンビーのばらまく数がレベルによって変わるなど）

## 漫画
「特別まんが」として『月刊コロコロコミック』（小学館）2023年12月号に『桃鉄一家〜世界旅行が6930円!?〜』を掲載。漫画はココナス☆ルンバが担当。家族で対決する内容が描かれている。